# Rochefort (Belgique)
Pour les articles homonymes, voir Rochefort.
Rochefort (en wallon : Rotchfoirt) est une ville francophone et commune de Belgique située en Région wallonne dans la province de Namur, aux confins de la Famenne, de la Calestienne et de l'Ardenne. Ville touristique largement contenue dans une boucle de la Lomme, elle est considérée comme ville principale des deux vallées qui forment la région de la Haute-Lesse. Elle se trouve à 105 km au sud de Bruxelles.
Rochefort est le chef-lieu d'un canton judiciaire (arrondissement judiciaire de Namur dans le ressort de la Cour d'appel de Liège) et est, à ce titre, le siège d'une justice de paix.
La ville est notamment connue pour sa bière trappiste et son château.

## Toponymie
En wallon, la ville se prononce Rotchfoirt pour la ville haute, Rue Jacquet[pas clair]. La ville basse près de l'église s'appelait Pogne - Voir rue de Behogne.

## Géographie

### Communes limitrophes
| Houyet    | Ciney     |                   |
| Beauraing | Rochefort | Marche-en-Famenne |
| Wellin    | Tellin    | Nassogne          |

### Sections de la Ville
Depuis la fusion de communes en Belgique, en 1977, plusieurs anciennes communes ont été rattachées à Rochefort. Celles-ci sont :
| #  | Nom                | Superficie. (km²) | Habitants (2020) | Habitants par km² | Code INS |
| -- | ------------------ | ----------------- | ---------------- | ----------------- | -------- |
| 1  | Rochefort          | 28,71             | 4.768            | 166               | 91114A   |
| 2  | Jemelle            | 9,78              | 2.017            | 206               | 91114B   |
| 3  | Wavreille          | 12,77             | 1.040            | 81                | 91114C   |
| 4  | Han-sur-Lesse      | 9,45              | 1.009            | 107               | 91114D   |
| 5  | Éprave             | 10,59             | 498              | 47                | 91114E   |
| 6  | Lessive            | 5,24              | 282              | 54                | 91114F   |
| 7  | Ave-et-Auffe       | 12,00             | 322              | 27                | 91114G   |
| 8  | Lavaux-Sainte-Anne | 11,43             | 353              | 31                | 91114H   |
| 9  | Villers-sur-Lesse  | 24,93             | 500              | 20                | 91114J   |
| 10 | Mont-Gauthier      | 23,28             | 659              | 28                | 91114K   |
| 11 | Buissonville       | 18,15             | 1.119            | 62                | 91114L   |

## Démographie

### Démographie: Avant la fusion des communes
- Source: DGS recensements population

### Démographie: Commune fusionnée
En tenant compte des anciennes communes entraînées dans la fusion de communes de 1977, on peut dresser l'évolution suivante:
Les chiffres des années 1831 à 1970 tiennent compte des chiffres des anciennes communes fusionnées.
- Source: DGS , de 1831 à 1981=recensements population; à partir de 1990 = nombre d'habitants chaque 1 janvier[1]

## Histoire

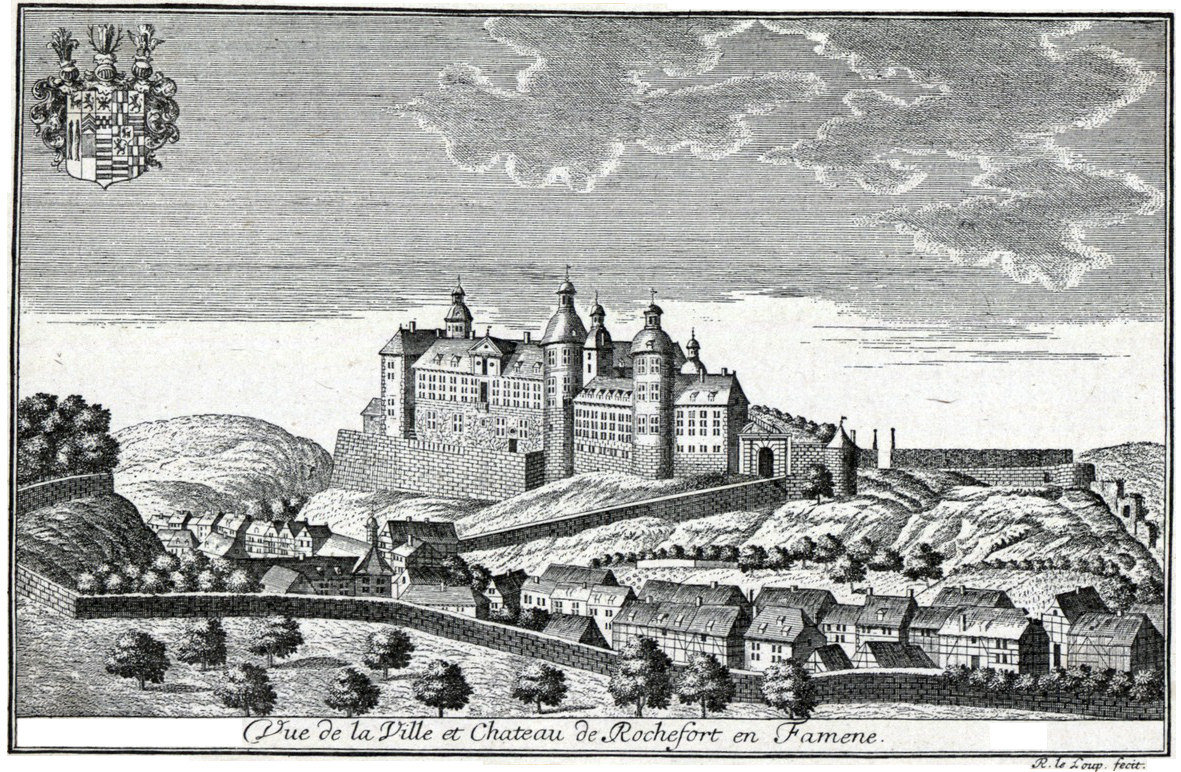
Le château comtal de Rochefort (gravure de 1740).

Les fondations les plus anciennes du château de Rochefort datent de 1155.
La première « Église de la Visitation » fut consacrée en 1041, incendiée en 1653 par le comte de Duras et restaurée en 1656. La deuxième, consacrée en 1782, se révéla vite trop petite face à l'accroissement de la population au XIXe siècle. Ce qui amena la construction de l'église actuelle (de 1870 à 1874) sous la houlette bénévole de l'architecte Jean-Pierre Cluysenaar.[réf. nécessaire]
Gilbert du Motier de La Fayette y est arrêté en 1792, et sera incarcéré pendant 5 ans.
Lors de la bataille de France pendant la Seconde Guerre mondiale, Rochefort, non défendue, est envahie le 12 mai 1940 par les Allemands de la 32e division d'infanterie.

## Héraldique
|  | La ville possède des armoiries qui lui avaient été octroyées le 15 février 1841 et confirmées le 2 février 1978 après la fusion des communes. À l'origine, de 1841 à 1978, le blasonnement était : D'or à l'aigle éployée, à une tête à dextre de gueules, becquée et membrée d'azur, l'écu timbré d'une couronne comtale de la forme usitée anciennement dans la pays de Liège et dans les Pays-Bas autrichiens. Les armoiries de Rochefort sont inspirées des armoiries de la famille Walcourt, seigneurs de Rochefort aux XIIIe et XIVe siècles. Blasonnement : D'or à l'aigle de gueules becquée et membrée d'azur, l'écu sommé d'une couronne à trois fleurons séparés par deux groupes de trois perles. Source du blasonnement : Heraldy of the World. |

## Politique et administration

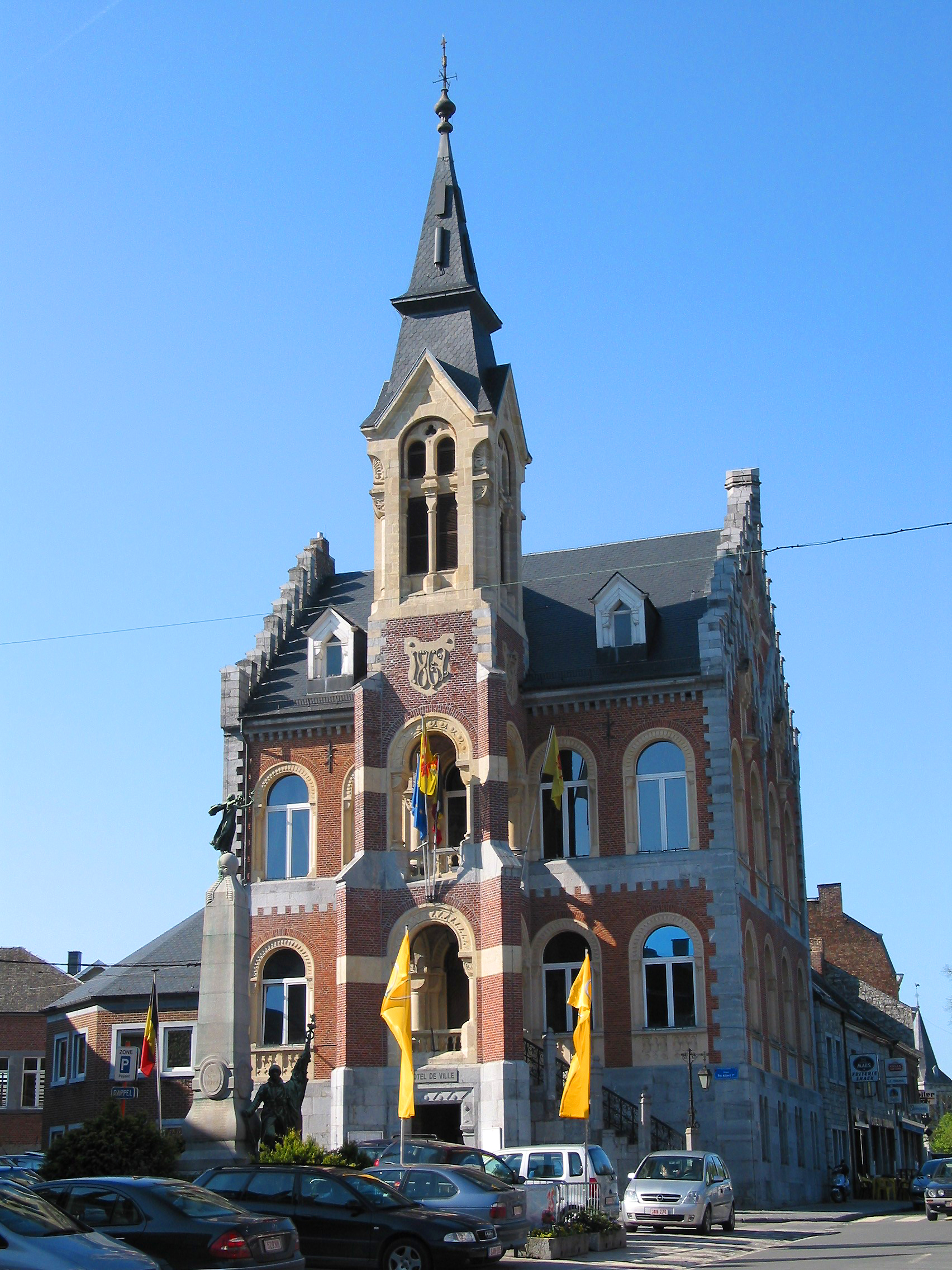
L’hôtel de ville.

### Conseil et collège communal 2024-2030
| Collège communal   |                  |                            |
| ------------------ | ---------------- | -------------------------- |
| Bourgmestre        | Julien Defaux    | MR - MR-Intérêts Communaux |
| 1er Échevin        | Christophe Davin | PS - POUR                  |
| 2e Échevine        | Louise Mertz     | MR-Intérêts Communaux      |
| 3e Échevin         | Arthur Zabus     | PS - POUR                  |
| 4e Échevine        | Vanessa Gonay    | POUR                       |
| 5e Échevin         | Gregory Jacquet  | MICS                       |
| Présidente du CPAS | Sophie Dardenne  | MR-Intérêts Communaux      |

### Liste des bourgmestres de 1830 à aujourd'hui
- Paul Delvaux, de 1870 à 1884 et de 1890 à 1912, (Parti catholique).
- Hyacinthe Housiaux, de 1927 à 1928, (Parti catholique).
- Victor Billiet, de 1953 à 1958, (Parti libéral).
- Amand Dalem, de 1971 à 1996, (PSC-CDH).
- François Bellot, de 1995 à 1998, (MR).
- Freddy Paquet, de 1998 à 2001, (PS).
- François Bellot, 2001 à 2018, (MR).
- Pierre-Yves Dermagne, de 2018 à 2024, (PS).
- Julien Defaux, de 2024 à aujourd'hui, (MR).

### Jumelage
La ville est jumelée avec :
- Saint-Gervais-les-Bains (France)
- Morges (Suisse)

## Patrimoine et culture

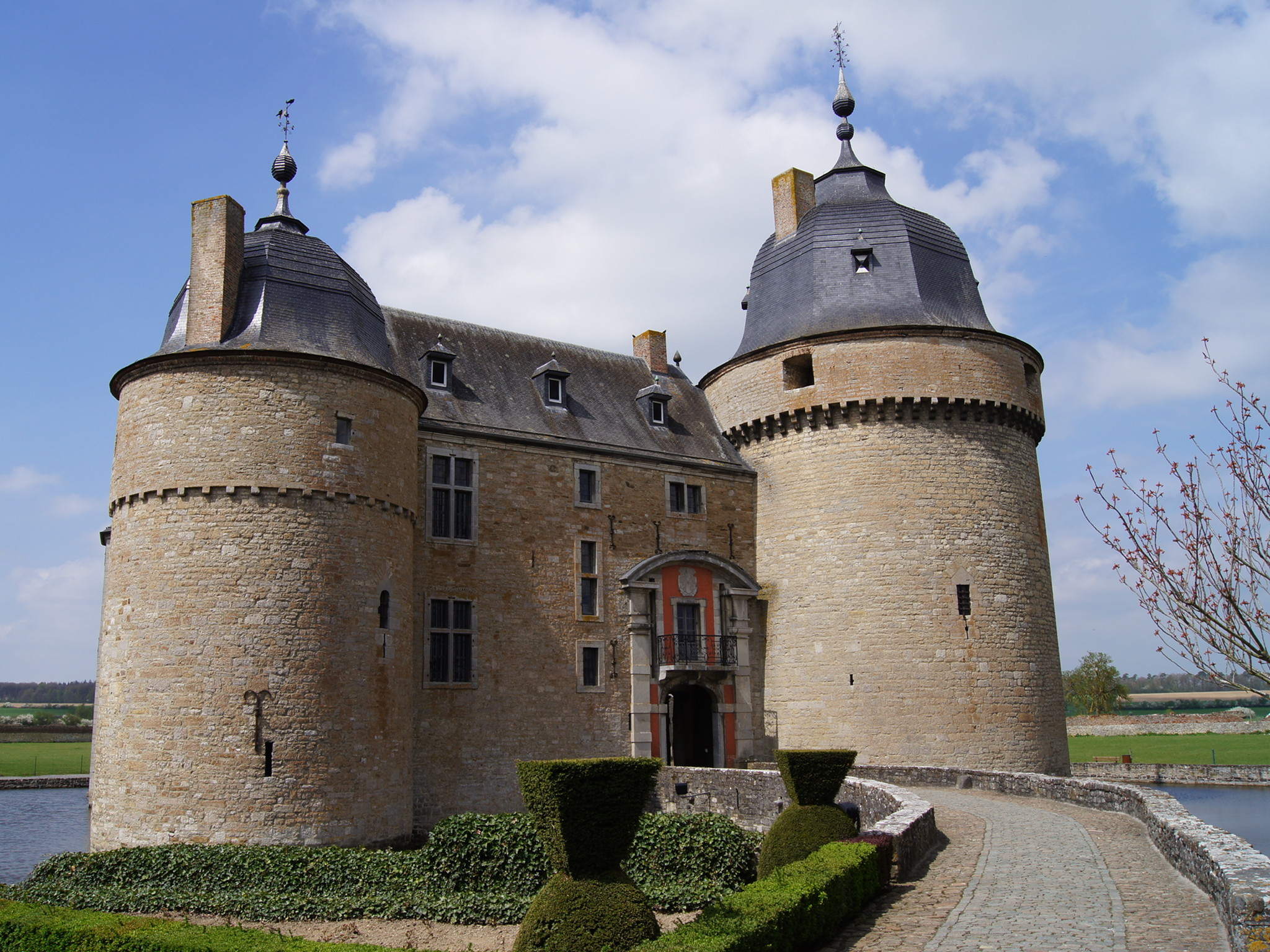
Le château de Lavaux-Sainte-Anne.

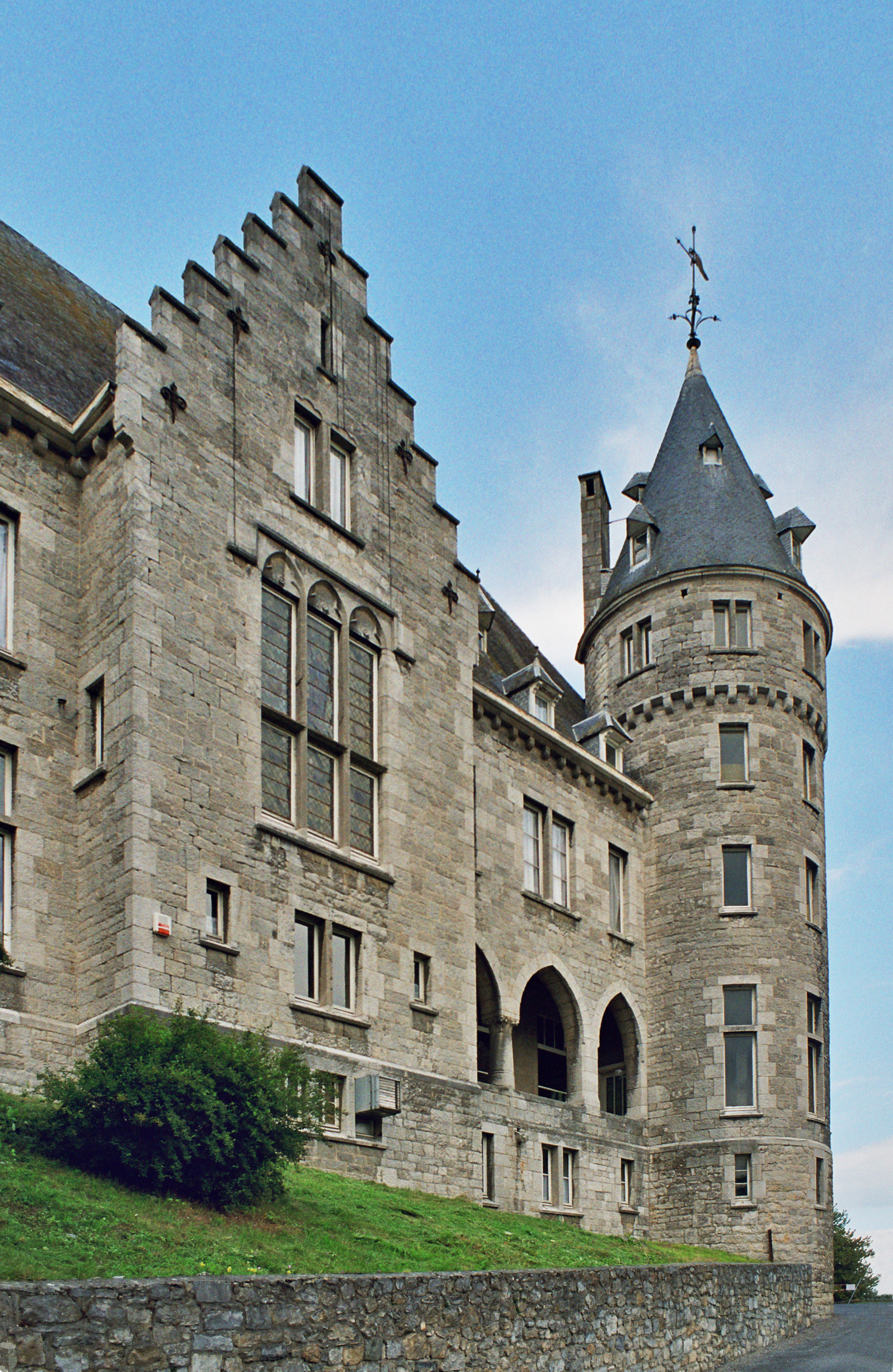
Le Château comtal de Rochefort.

### Villa gallo-romaine de Malagne
La villa gallo-romaine de Malagne est un site et monument classé qui conserve un patrimoine archéologique remarquable. Outre la protection, l’entretien et la valorisation des vestiges, le site a aussi pour mission la recherche scientifique et la transmission du savoir. C'est pourquoi, un archéosite met en œuvre l’expérimentation archéologique et la reconstitution de plusieurs structures ont été mises en œuvre : reconstitution en bois, pisé et torchis de : cuisine, four à pain, four de potier, bas fourneau, etc. restitue la vie quotidienne des Gallo-Romains.

### Abbaye Notre-Dame
Dans l'abbaye Notre-Dame de Saint-Rémy, la célèbre Trappiste de Rochefort y est brassée.

### Autres monuments
- L'église Notre-Dame de la Visitation. Construite en 1874 par l'architecte Jean-Pierre Cluysenaar[5].
- Hôtel de ville, construit en 1862[6].
- Le château de Villers-sur-Lesse.
- Le monument Lafayette rappelant que l'arrestation du Général Lafayette eut lieu à Rochefort 1792.
- Plusieurs immeubles classés situés rue Jacquet parmi lesquels la maison Jacquet.
- Le patrimoine immobilier classé.

### Culture
- Le Festival du Rire de Rochefort est organisé depuis 1980.

#### Musées
- Le musée de la vie paysanne et des métiers oubliés (Han-sur-Lesse).
- Les musées de la vie paysanne, la vie des seigneurs et de la Nature famennoise au château de Lavaux-Sainte-Anne.Les trois bières Trappistes de Rochefort.

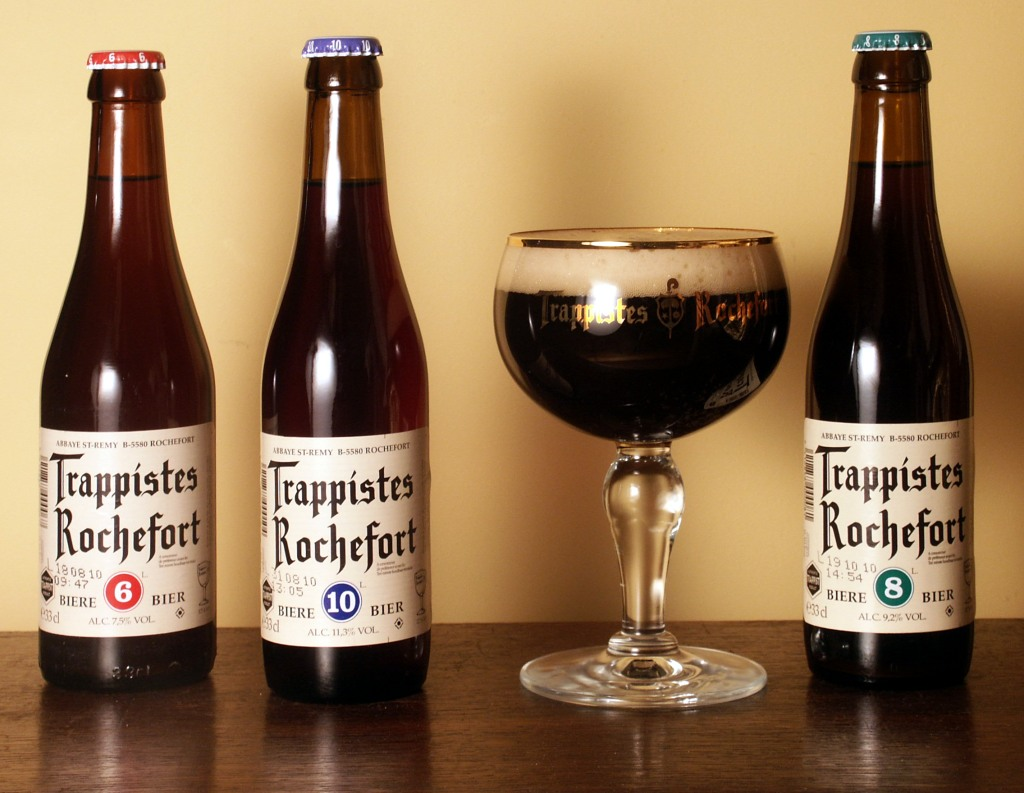
Les trois bières Trappistes de Rochefort.

#### Gastronomie
- Les bières Trappistes de l'abbaye de Rochefort.
- Les bières de la brasserie de la Lesse à Éprave.
- Le coq en bure et les salaisons.
- Les « baisers de Rochefort ».

## Galerie

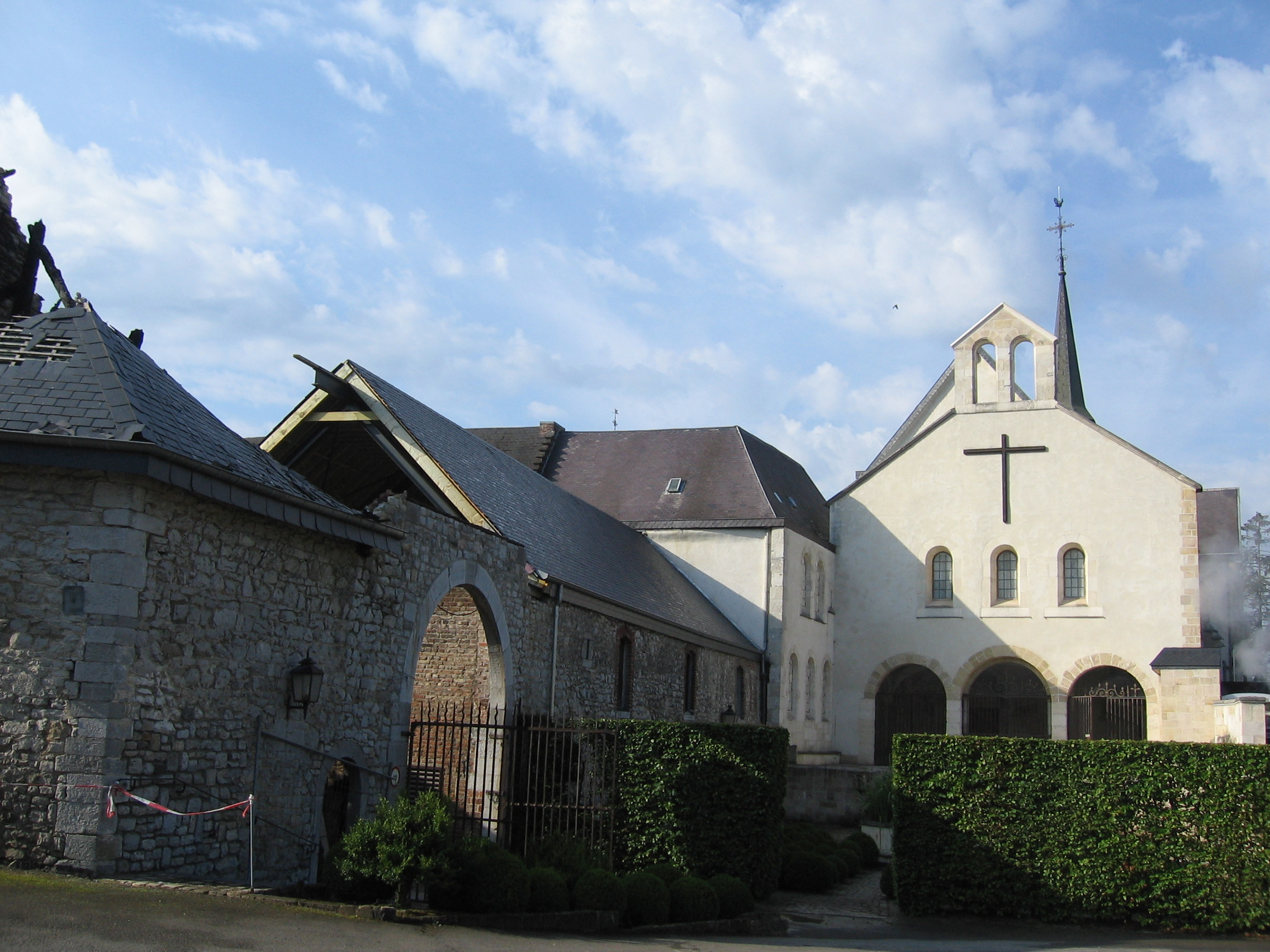
L’abbaye Notre-Dame de Saint-Rémy.
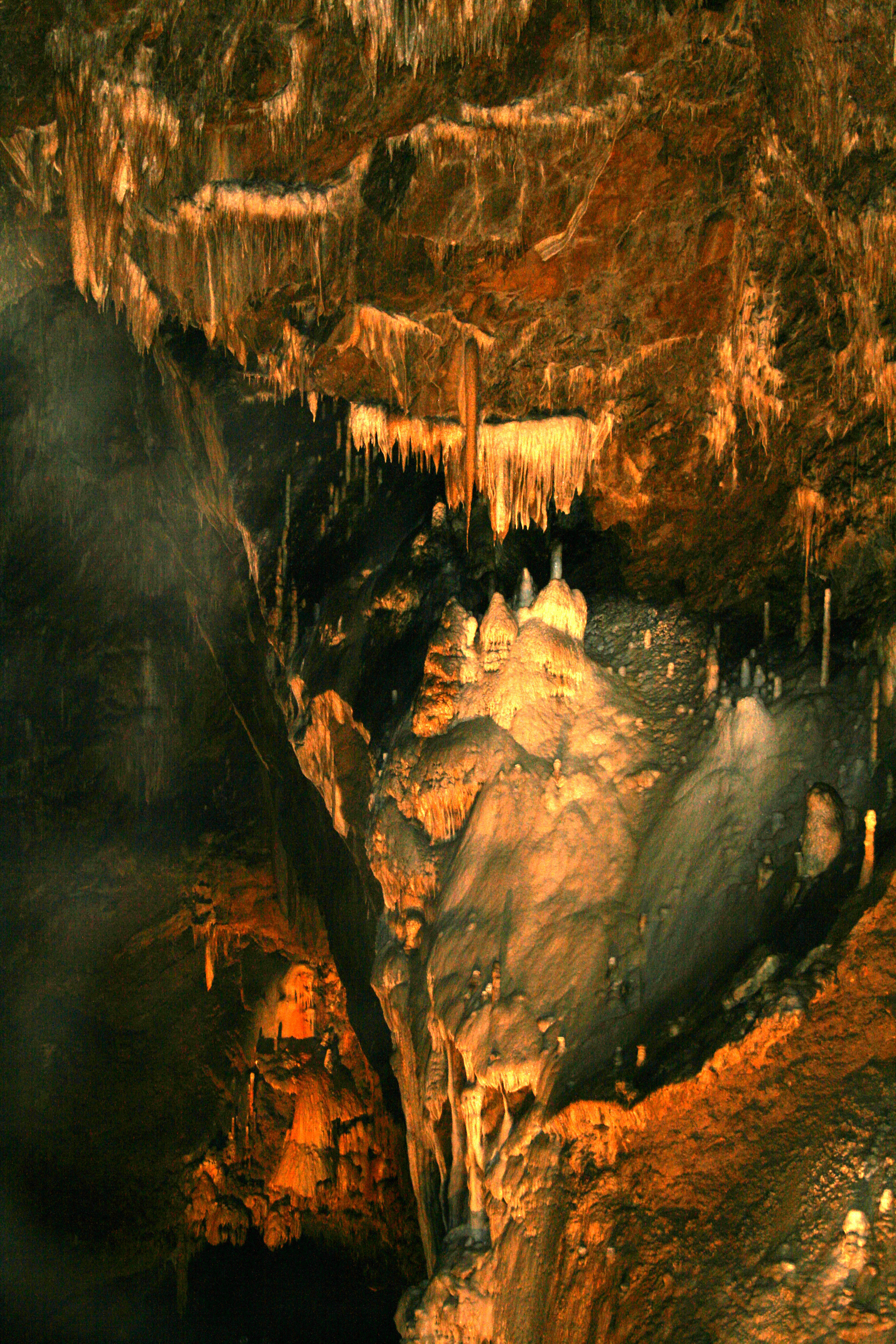
La grotte de Lorette.
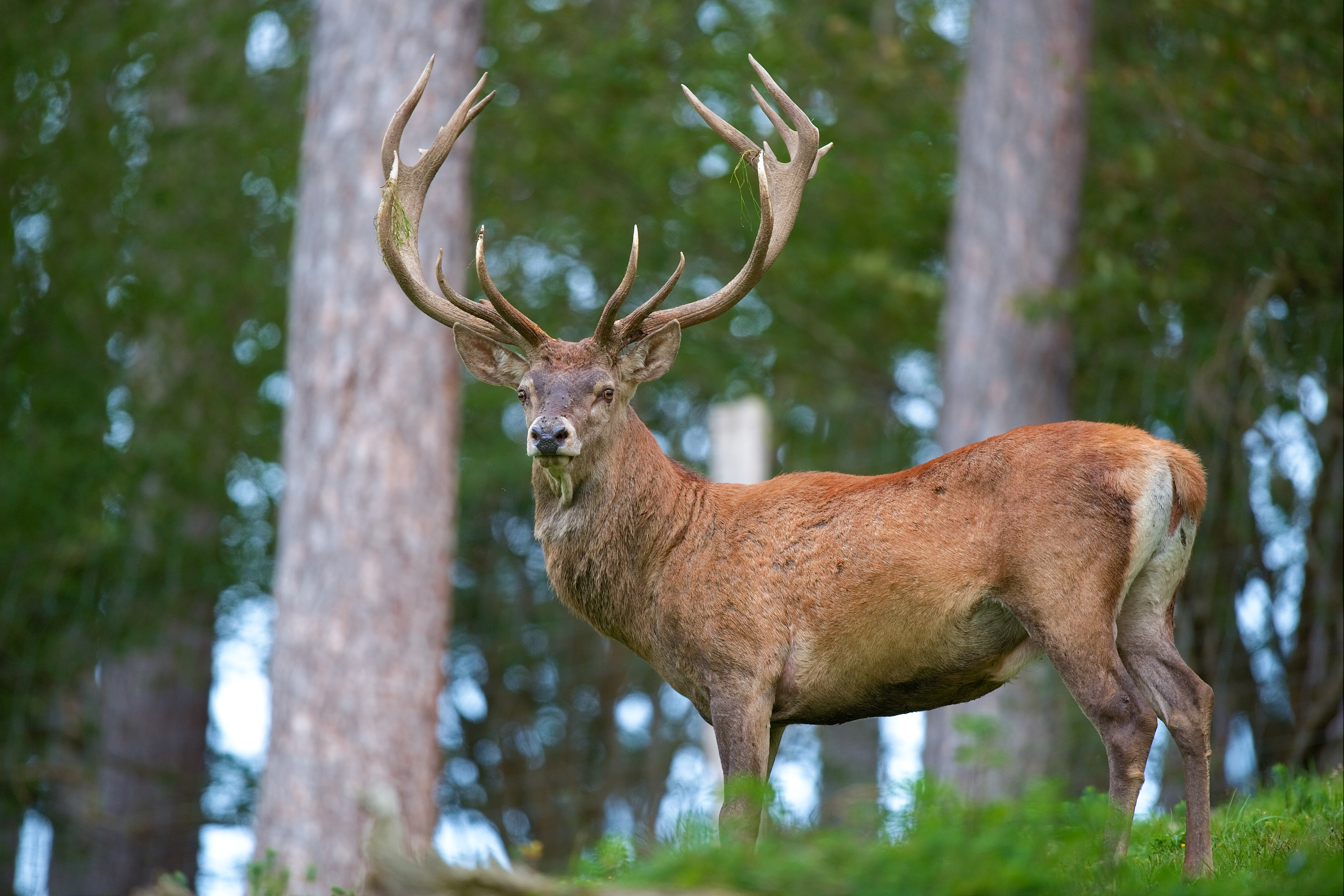
Un cerf du domaine des Grottes de Han.
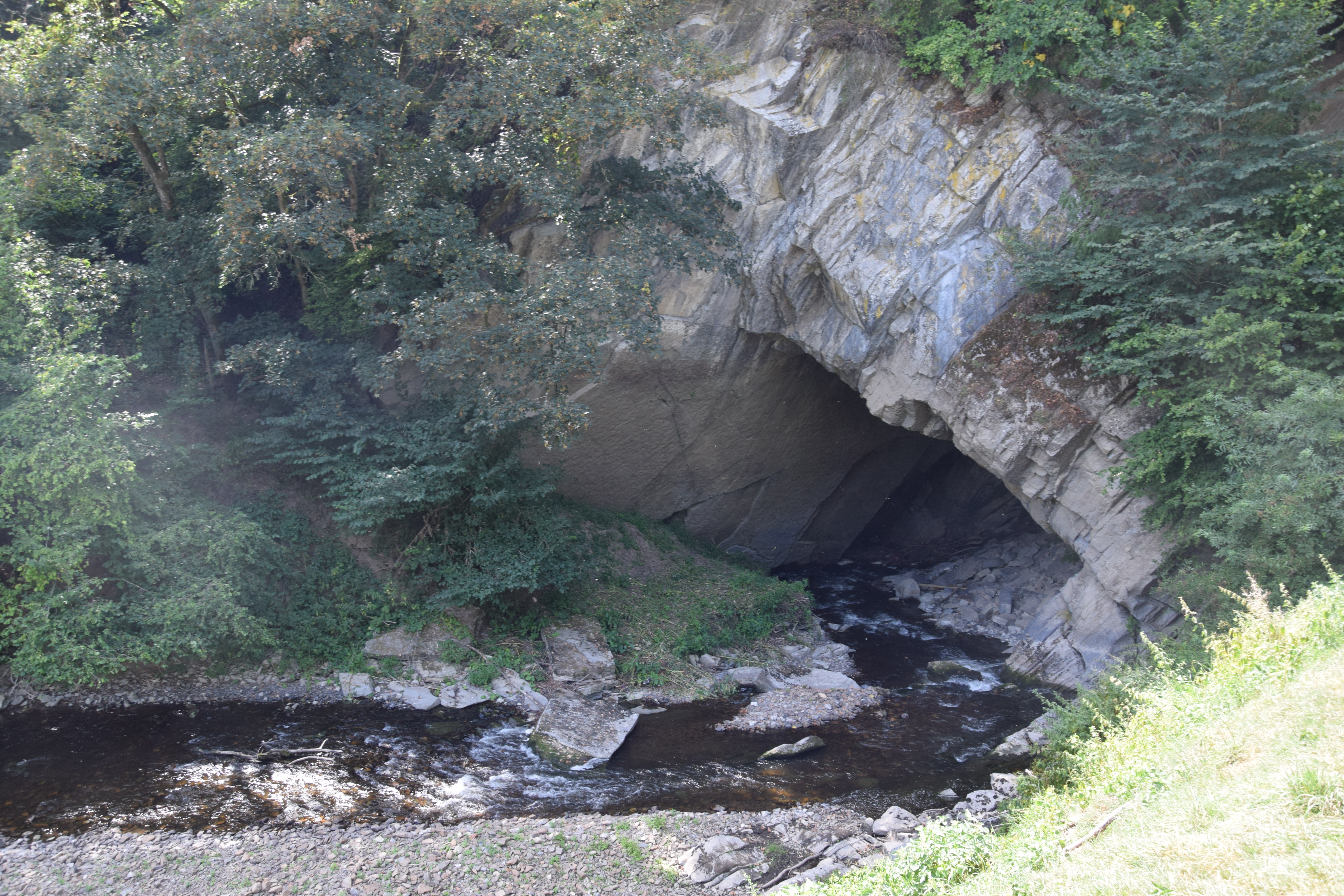
Gouffre de Belvaux, Han-sur-Lesse.
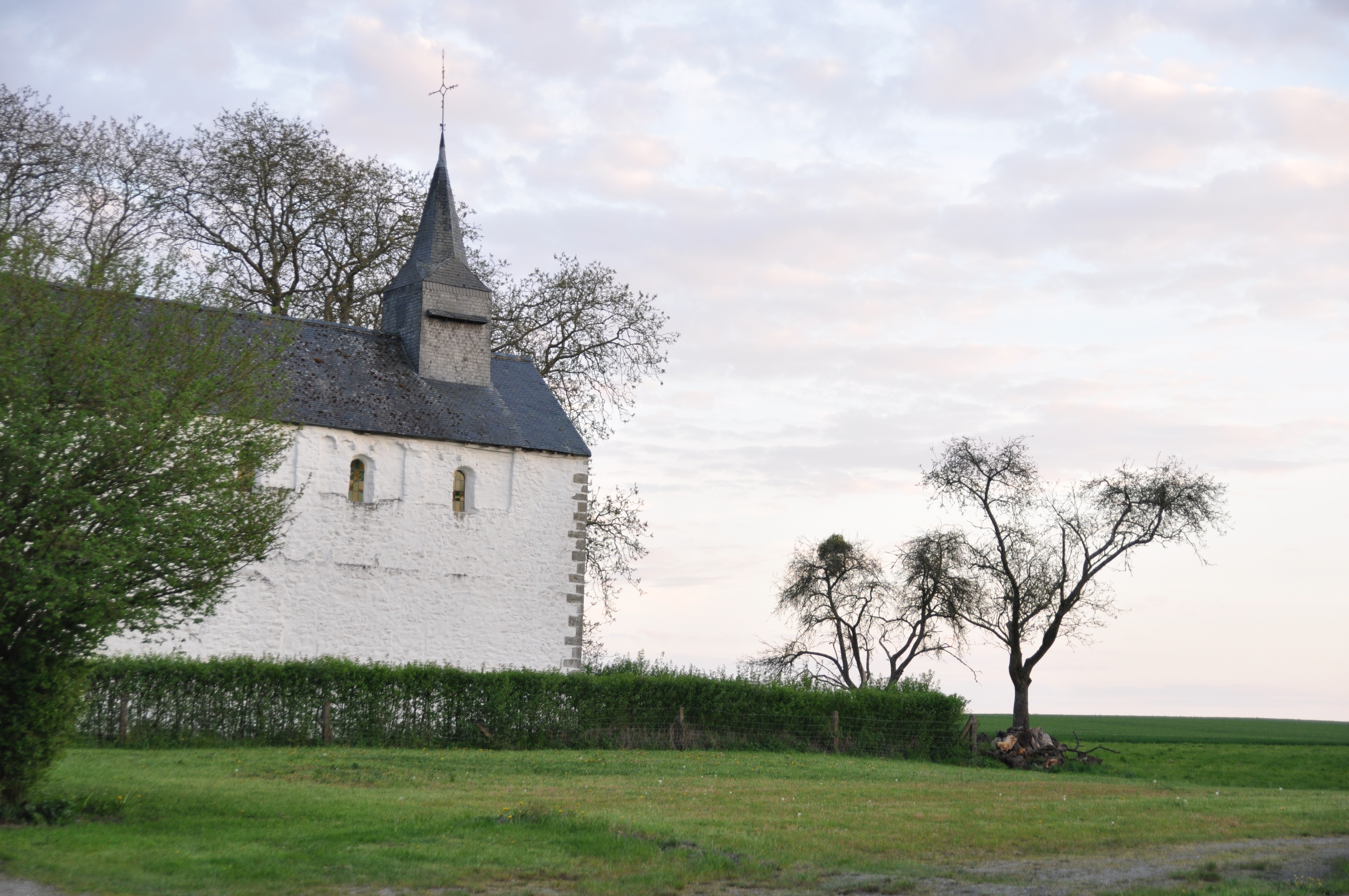
Chapelle Saint-Remi à Hamerenne, hameau de la ville de Rochefort.
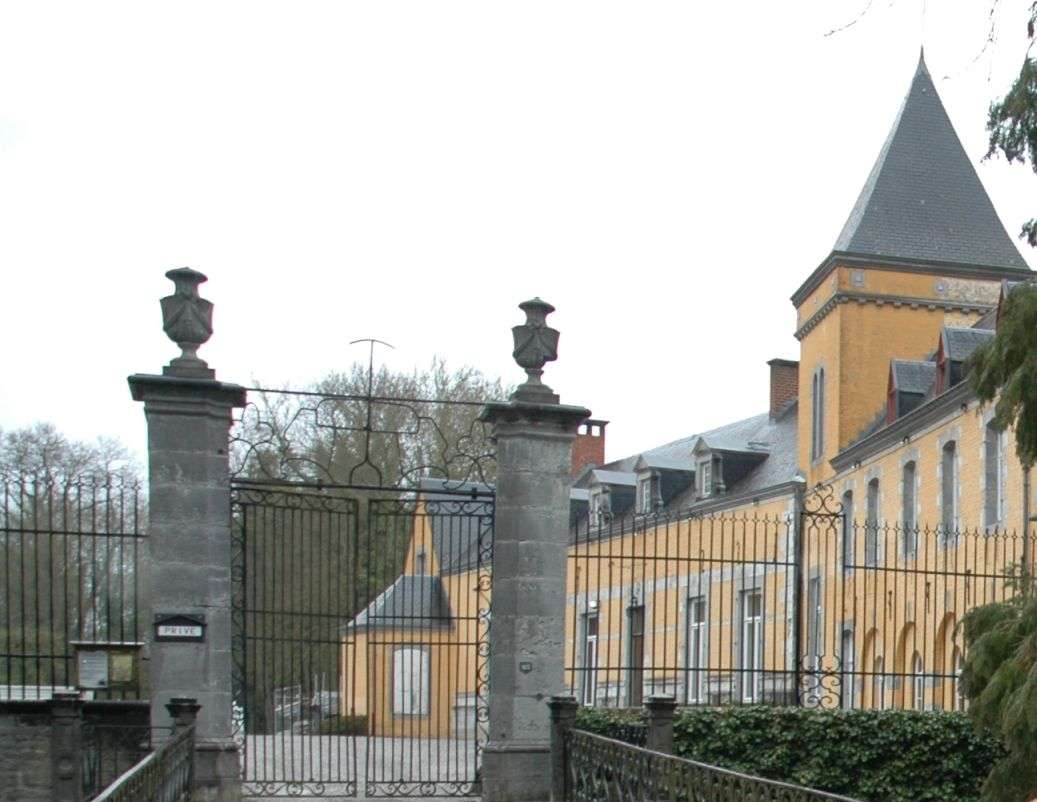
Château de Villers-sur-Lesse.
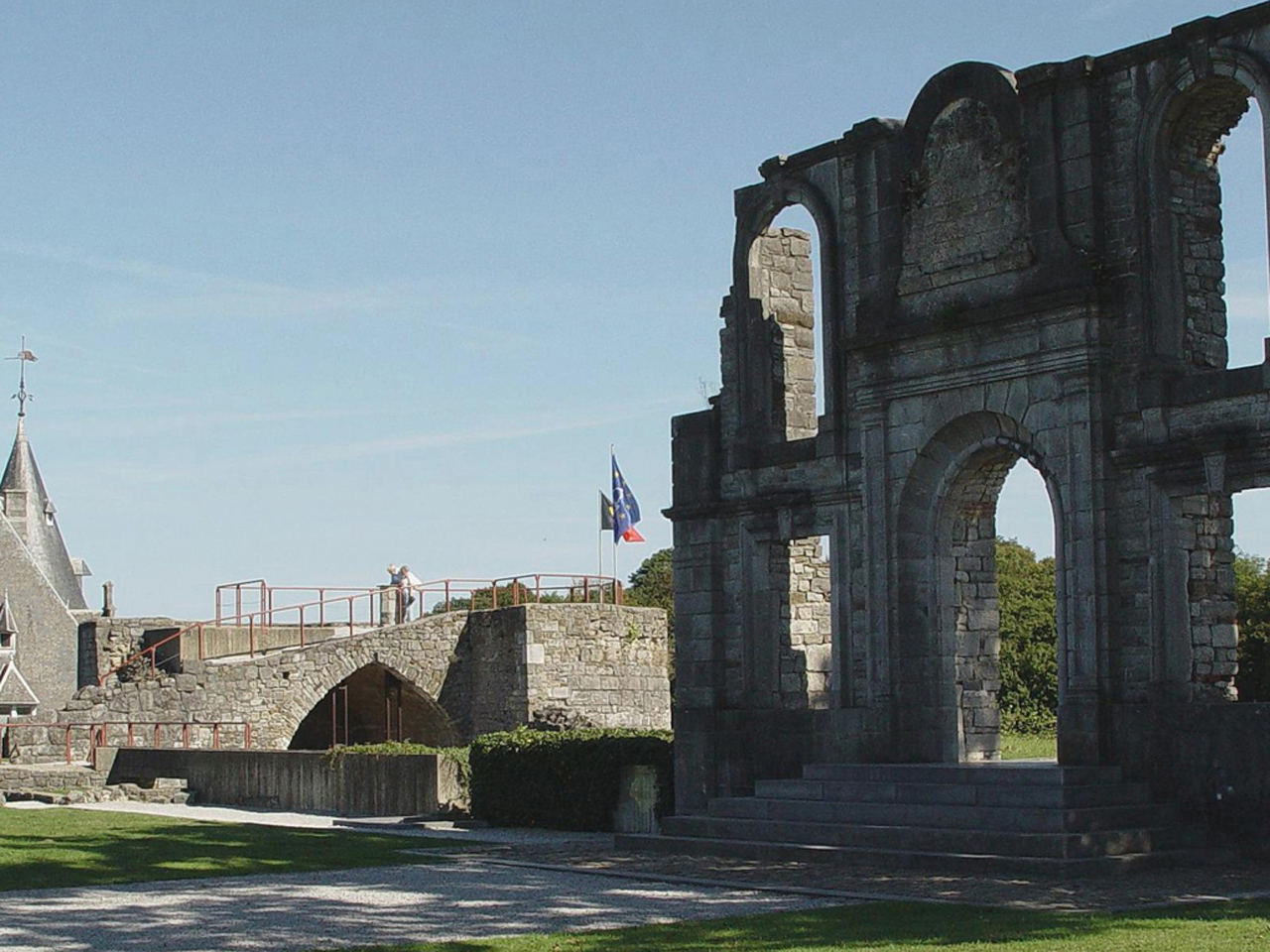
Ruines du château comtal de Rochefort.

## Économie
La Station terrienne de télécommunications spatiales de Lessive.

### Tourisme

#### Lieux naturels
- La grotte de Lorette, creusée par la Lomme et découverte en 1865, ouverte au public. La plus grande salle de la grotte, la « salle du Sabbat » mesure 39 mètres de haut. Un musée est construit sur les lieux.
- Le Parc des Roches.
- Le Domaine des grottes de Han et son parc d'animaux sauvages réunit diverses espèces dont des cerfs élaphes, daims, rennes, chevreuils, bouquetins, ours bruns, sangliers, aurochs, bovins des Highlands, etc.
- Le rocher de l'Anticlinal de la Cluse du Ry d'Ave repris sur la liste du patrimoine exceptionnel de la Région wallonne.

Rochefort fait partie avec sept autres communes du Geopark Famenne-Ardenne, une aire géologique labellisée par l'UNESCO en 2018.

## Personnalités
- La Fayette, déclaré traître à la Nation par l'Assemblée législative, y fut arrêté par les Autrichiens lors de sa fuite vers Liège et la Hollande, en août 1792[8].
- François Crépin (1830-1903), botaniste né à Rochefort, le square François Crépin lui rend hommage.
- Hubert Lothaire (1865-1929), explorateur et officier belge au Congo né à Rochefort.
- Amand Dalem (1938-2018), homme politique chrétien de Rochefort. Bourgmestre de Rochefort, sénateur, ministre wallon et gouverneur de la Province de Namur.
- Justine Henin, joueuse de tennis, née à Liège, a passé son enfance à Rochefort.
- Marie-Hélène Ska, présidente du syndicat chrétien, a été scolarisée à l'Institut Jean XXIII à Rochefort.
- Bernadette Herman, avant d'être auteur de romans a été cuisinière à l'Institut Jean XXIII[9],[10].
- François Bellot, bourgmestre de Rochefort de 2001 à 2018 et ministre fédéral de la Mobilité de 2016 à 2020.
- Pierre-Yves Dermagne, homme politique de Rochefort. Ministre wallon des Pouvoirs locaux et du logement du 26 janvier 2017 au 28 juillet 2017 et, à partir du 1er octobre 2020, Vice-Premier ministre belge et ministre de l'Économie et du Travail dans le gouvernement De Croo.